# 台灣新社會智庫
社團法人台灣新社會智庫協會，簡稱台灣新社會智庫（New Society for Taiwan），是民主進步黨新潮流轉型成立的智庫。

## 歷史
2008年，新潮流系結合台灣社會產官學界等人士共同發起新台灣社會智庫，分為：兩岸與國際事務組、憲政法制組、科技經濟組、環境保護組、社會安全組。
2008年12月15日，台灣新社會智庫《新社會政策雙月刊》創刊。
2016年3月21日，風傳媒獨家報導，新潮流系不滿該系大老洪奇昌近年在兩岸議題上與蘇起互動緊密，為避免讓外界將洪奇昌的主張視為該系意見，該系近期將正式決定將洪奇昌除名。同日，新潮流系大老利錦祥證實，近年來洪奇昌與台灣新社會智庫運作較為疏離、也甚少參與相關活動，台灣新社會智庫理事會在日前定期檢討會員資格時便決定不再邀請洪奇昌擔任會員，並無媒體報導所謂「除名」或各種揣測原因。同日，洪奇昌接受中央通訊社訪問表示，約上週四、週五，利錦祥告訴他，新潮流系要重組，不再將他留在內部；新潮流系有政治考量，在政治考量下所作的決定就是「政治」，他不希望造成新潮流系的困擾，但大家還是兄弟、還是朋友、不是自家人。
2016年3月30日，《新新聞》報導，2006年7月民進黨全國黨員代表大會通過「解散派系」決議後，新潮系如同其他派系辦公室於當天晚間發布新聞稿宣告解散，但事實上如同其他派系「名亡實存」；2008年民進黨重回在野之際，一直都在運作的新潮流系成員開會重整，決定成立台灣新社會智庫；台灣新社會智庫辦公室就是新潮流系辦公室，台灣新社會智庫會員是新潮流系成員，台灣新社會智庫理事會是以前的新潮流系政協會議，台灣新社會智庫理事長是以前的新潮流系總召集人，徐佳青是台灣新社會智庫首任理事長，吳乃仁擔任總幹事。2012年鄭文燦接任台灣新社會智庫理事長、利錦祥回任台灣新社會智庫總幹事。台灣新社會智庫於2016年中成員約為18～20人，主要成員包括段宜康、利錦祥、鄭文燦、陳菊、賴清德、潘孟安等，為民進黨立法院黨團最大次團，遠勝於第二大次團「台灣世代教育基金會」10人。
2016年6月5日晚上，新潮流系在桃園市中壢區南方莊園渡假飯店召開已經4至5年沒開的派系大會改選台灣新社會智庫理監事，一百多人參加，鄭文燦連任台灣新社會智庫理事長。

## 外部連結
- 台灣新社會智庫 （页面存档备份，存于）